# 코델 헐
코델 헐(Cordell Hull, 1871년 10월 2일 ~ 1955년 7월 23일)은 미국 민주당의 정치인이며, 47대 국무 장관(1933년 ~ 1944년)이다.
테네시주의회에 근무하여 1898년 미국-스페인 전쟁에 참전하였고 테네시 주의 순회 재판 판사를 맡았다. 1907년 하원에 선출되었고, 후에 우드로 윌슨 대통령의 수행자로서 국제 경제 협력을 위한 기초로 낮은 관세를 후원하였다.
1920년대에는 민주당 국민 위원회의 회장을 지냈고, 1930년에 상원에 뽑혔다.
1933년 프랭클린 D. 루스벨트 대통령 밑에서 국무 장관이 되어, 미국과 라틴아메리카의 나라들 사이에 선린 정책을 효과적으로 만드는 큰 성과를 가져왔다. 그는 경제 문제에 밝아 자유무역을 믿고, 서반구의 나라들 사이에 경제를 증강시키는 통상 조약들을 협상하며 런던 경제 회의·모스크바 외상 회의에서 크게 활약하였다. 제2차 세계 대전의 수습을 위한 미국과 일본 회의의 일을 맡아서 처리하였고, 이 일로 1945년 노벨 평화상을 받았다. 전쟁 시기 동안에 유엔 창설의 추진을 이끌었다. 1944년 국무 장관직을 사임하기 전에 유엔의 첫 계획을 완성하는 데 도움을 주었다.
저서로 <코델 헐의 회상기> 2권이 있다.

## 어린 시절

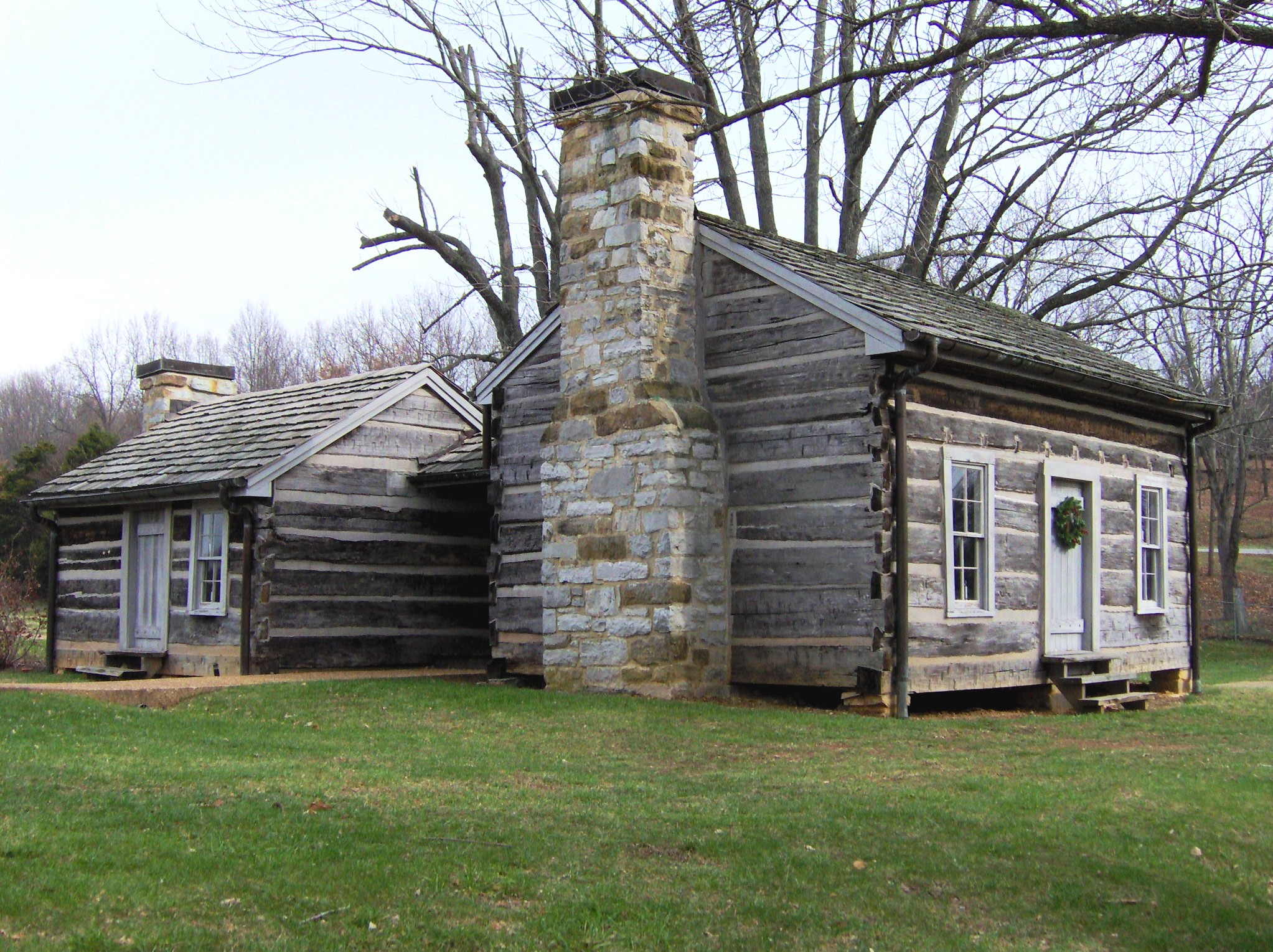
테네시주 올림퍼스에 있는 헐의 어린 시절 저택

테네시주 피켓 카운티에 있는 오두막집에서 태어난 헐은 농부 윌리엄 헐과 엘리자베스 라일리의 5명의 아들 중 하나였다. 초기 나이부터 코델은 변호사가 되는 것을 원하였고, 1년 과정을 택한 후 1891년 테네시주 레바논에 있는 컴벌랜드 대학교에서 법학 학위를 취득하였다.
19세의 젊은 나이에 헐은 테네시주 셀리나에서 자신의 법률 개업을 세웠으나 대학 시절 정치와 함께 자신의 연루 때문에 21세의 나이에 정계에 입문하였다. 그는 자신이 1893년부터 1897년까지 테네시주 하원의 의석을 위하여 나가 이겼다.

## 초기 경력
미국-스페인 전쟁에서 테네시주 4연대의 대위로서 잠시의 병역에 이어 헐은 테네시주 게인스보로에서 자신이 5구역 법원의 재판관으로 임명될 때까지 자신의 법률 개업으로 돌아왔다. 1907년 헐은 테네시주 하원으로 선출되어 1931년까지 지내면서 민주당 국민 위원회의 의장으로서 2년 만의 근무에 의하여 방해되었다가 1933년까지 테네시주 상원을 지냈다.
의회에서 자신의 23년 재직 동안 헐은 무역과 상업과 관계된 다른 법률들은 물론 주택 방침 재산 위원회의 일원이자 첫 연방 소득세 법안과 연방 주립 상속세의 입안자였다. 그는 상업과 국고의 정책들에서 전문가로서 인정을 받게 되었다.

## 47대 국무장관

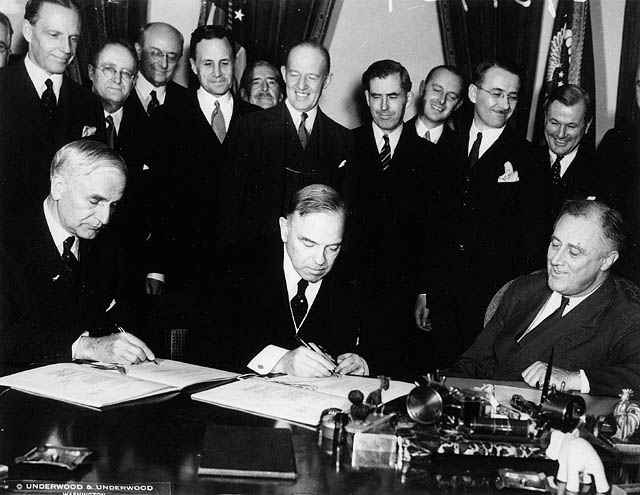
1935년 11월 16일 워싱턴 D. C.에서 조인된 미국-캐나다 자유 무역 협정에서 (좌로부터 헐 국무장관, 윌리엄 라이언 매켄지 킹 총리, 프랭클린 D. 루스벨트 대통령)

부분적으로 그 인정으로 인하여 헐은 1933년 3월 4일 프랭클린 D. 루스벨트 대통령에 의하여 47대 국무장관으로 임명되었다. 그는 거의 12년간 그 직위를 보유하였다.
국무장관으로서 헐의 역사적으로 장기적 기간 동안 그는 다수의 국가들과 상호간 무역 협정들을 협상하였고, 무역을 낮추고 자극하였다. 그는 또한 통화 경제 회의(1933년), 7회 팬아메리칸 회의와 미주 평화 유지 회담(1936년) 같은 국제 회의들에 우두머리를 맡거나 참석하였다. 그는 루스벨트의 21개의 서반구 국가들 중에 좋은 이웃 정책을 이행하면서 명예를 얻었다. 헐은 루스벨트 내각 안에서 가장 높이 평가되고 인기있는 공무원이 되었다.
1944년 재무장관 헨리 모건소 주니어와 전쟁장관 헨리 L. 스팀슨과 더불어 행정 지령 9417호에 의하여 설립된 전쟁 난민국으로 임명되었다. 전쟁 난민국은 독일과 유럽의 다른 부분들을 통하여 유대인들의 대량 구제의 증거를 압도하는 연설을 하는 방향으로서 사실상 "죽음의 절박한 위험에서 ... 적의 압박의 희생자들을 구하는 데" 세워졌다. 그 점에 이으러 루스벨트는 홀로코스트의 보고들로 응답하는 데 권력이 없었다.
미국이 제2차 세계 대전으로 들어간 후, 헐과 미국 국무부는 그 목표들을 달성하는 데 입법, 경제와 군사적 권력을 설립하는 것을 물론, 지속적으로 평화를 강화하고 국가들 사이에 협력할 수 있는 미래의 기구를 위한 기초 작업을 규정하는 데 거의 시간을 보냈다. 이것으로 헐은 루스벨트 대통령에 의하여 "유엔의 아버지"로 불리었고, 후에 노벨 평화상과 함께 명예를 얻었다.

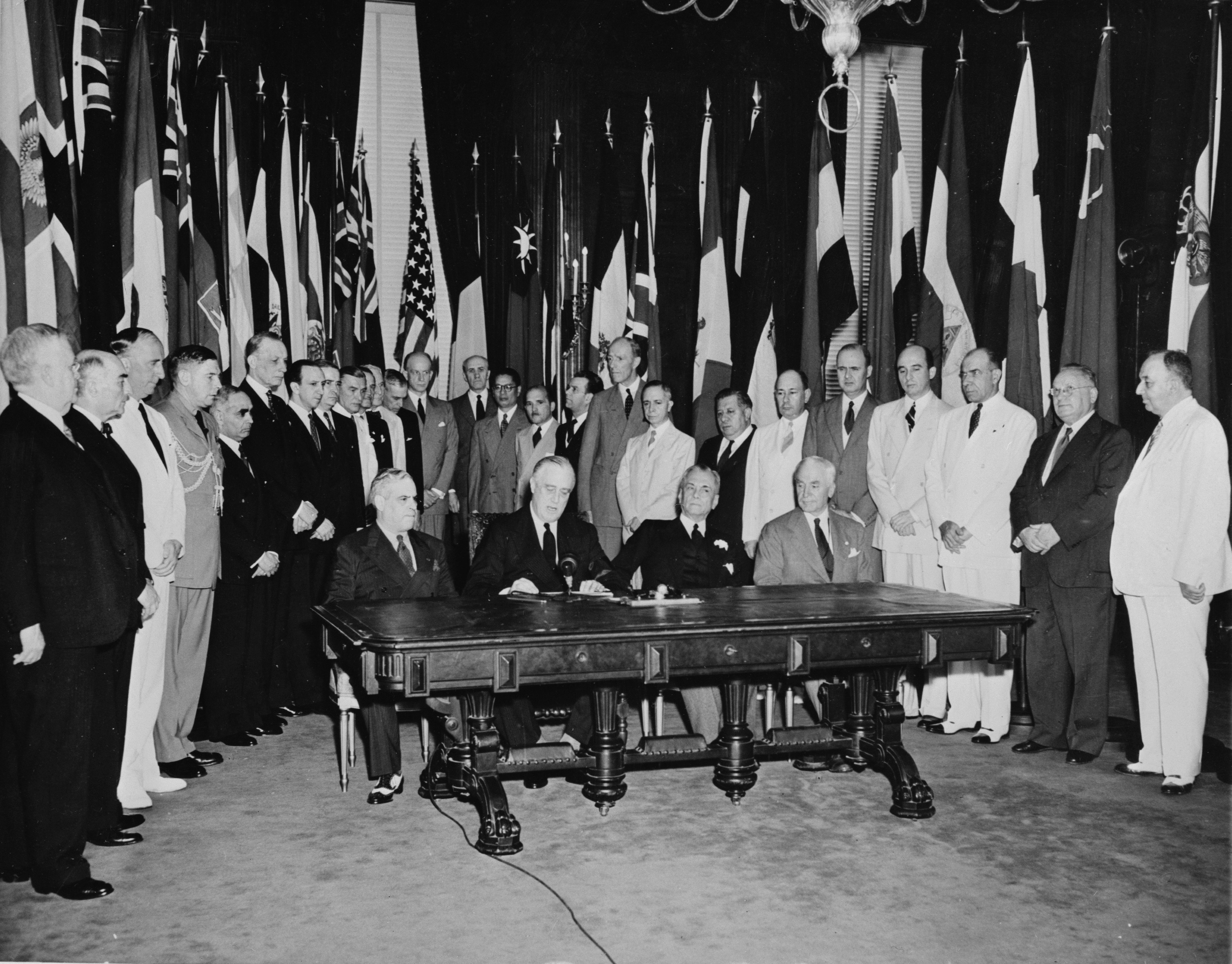
유엔 조약을 다시 단언하는 데 백악관에 모인 26개국의 대표들 (좌로부터 프란시스코 카스티요 나헤라 멕시코 대사, 루스벨트 대통령, 마누엘 L. 케손 필리핀 대통령과 헐 국무 장관)

## 유엔 설립
쇠약한 건강의 이유로 헐은 루스벨트가 공천 후보자에 자신에게 가입하는 데 초대를 받아왔어도 1944년 11월 대통령 선거 후에 국무장관직을 사임하였다. 부통령 후보직은 대신 해리 S. 트루먼에게 주어졌다. 그의 사임은 또한 유엔 헌장의 서명에 대비하여 오기도 하였다. 하지만 헐은 후에 1945년 샌프란시스코에서 열린 유엔 회의에서 일원과 연상 조언자로 지내는 데 설득되었다.
1940년대의 후반에 헐은 정계에서 자신의 일생과 활동들을 기록에 올린 〈코델 헐의 회상기〉(1948년)을 발간하였다. 헐의 회상기의 결론에 가까이 그는 미래를 위하여 자신의 전망에 대하여 이렇게 썼다. -
```
"끝나지 않는 초원들처럼 나는 성취의 수평선이 우리 앞에 아직도 뻗은 것을 확신시켰다.  그리고 아무 성취도 다른 국가들과 조화에 일하는 것보다 높을 수 없어 전쟁의 심한 충돌이 우리의 후면들로부터 들어올려 질 것이며 영속하는 우호의 평화가 우리에 내려온다."
```

## 사망
1955년 7월 23일 83세의 나이로 베스세다 병원에서 사망하여 워싱턴 D. C.에 있는 국립 성당에 안치되었다..

## 역대 선거 결과
| 선거명      | 직책명                      | 대수 | 정당   | 득표율  | 득표수    | 결과 | 당락                   |
| ----------- | --------------------------- | ---- | ------ | ------- | --------- | ---- | ---------------------- |
| 1906년 선거 | 하원의원 (테네시 제4선거구) | 60대 | 민주당 | 53.60%  | 11,951표  | 1위  | 테네시주 하원의원 당선 |
| 1908년 선거 | 하원의원 (테네시 제4선거구) | 61대 | 민주당 | 54.87%  | 15,193표  | 1위  | 테네시주 하원의원 당선 |
| 1910년 선거 | 하원의원 (테네시 제4선거구) | 62대 | 민주당 | 78.87%  | 19,298표  | 1위  | 테네시주 하원의원 당선 |
| 1912년 선거 | 하원의원 (테네시 제4선거구) | 63대 | 민주당 | 64.92%  | 17,077표  | 1위  | 테네시주 하원의원 당선 |
| 1914년 선거 | 하원의원 (테네시 제4선거구) | 64대 | 민주당 | 98.23%  | 19,152표  | 1위  | 테네시주 하원의원 당선 |
| 1916년 선거 | 하원의원 (테네시 제4선거구) | 65대 | 민주당 | 60.19%  | 17,170표  | 1위  | 테네시주 하원의원 당선 |
| 1918년 선거 | 하원의원 (테네시 제4선거구) | 66대 | 민주당 | 100.00% | 11,646표  | 1위  | 테네시주 하원의원 당선 |
| 1920년 선거 | 하원의원 (테네시 제4선거구) | 67대 | 민주당 | 49.52%  | 22,108표  | 2위  | 낙선                   |
| 1922년 선거 | 하원의원 (테네시 제4선거구) | 68대 | 민주당 | 62.63%  | 20,323표  | 1위  | 테네시주 하원의원 당선 |
| 1924년 선거 | 하원의원 (테네시 제4선거구) | 69대 | 민주당 | 100.00% | 16,908표  | 1위  | 테네시주 하원의원 당선 |
| 1926년 선거 | 하원의원 (테네시 제4선거구) | 70대 | 민주당 | 71.42%  | 10,726표  | 1위  | 테네시주 하원의원 당선 |
| 1928년 선거 | 하원의원 (테네시 제4선거구) | 71대 | 민주당 | 68.18%  | 17,141표  | 1위  | 테네시주 하원의원 당선 |
| 1930년 선거 | 상원의원 (테네시 제2부)     | 72대 | 민주당 | 71.33%  | 154,071표 | 1위  | 테네시주 상원의원 당선 |